# Chrysler Cordoba
Chrysler Cordoba – samochód sportowy klasy luksusowej produkowany pod amerykańską marką Chrysler w latach 1974–1983.

## Pierwsza generacja

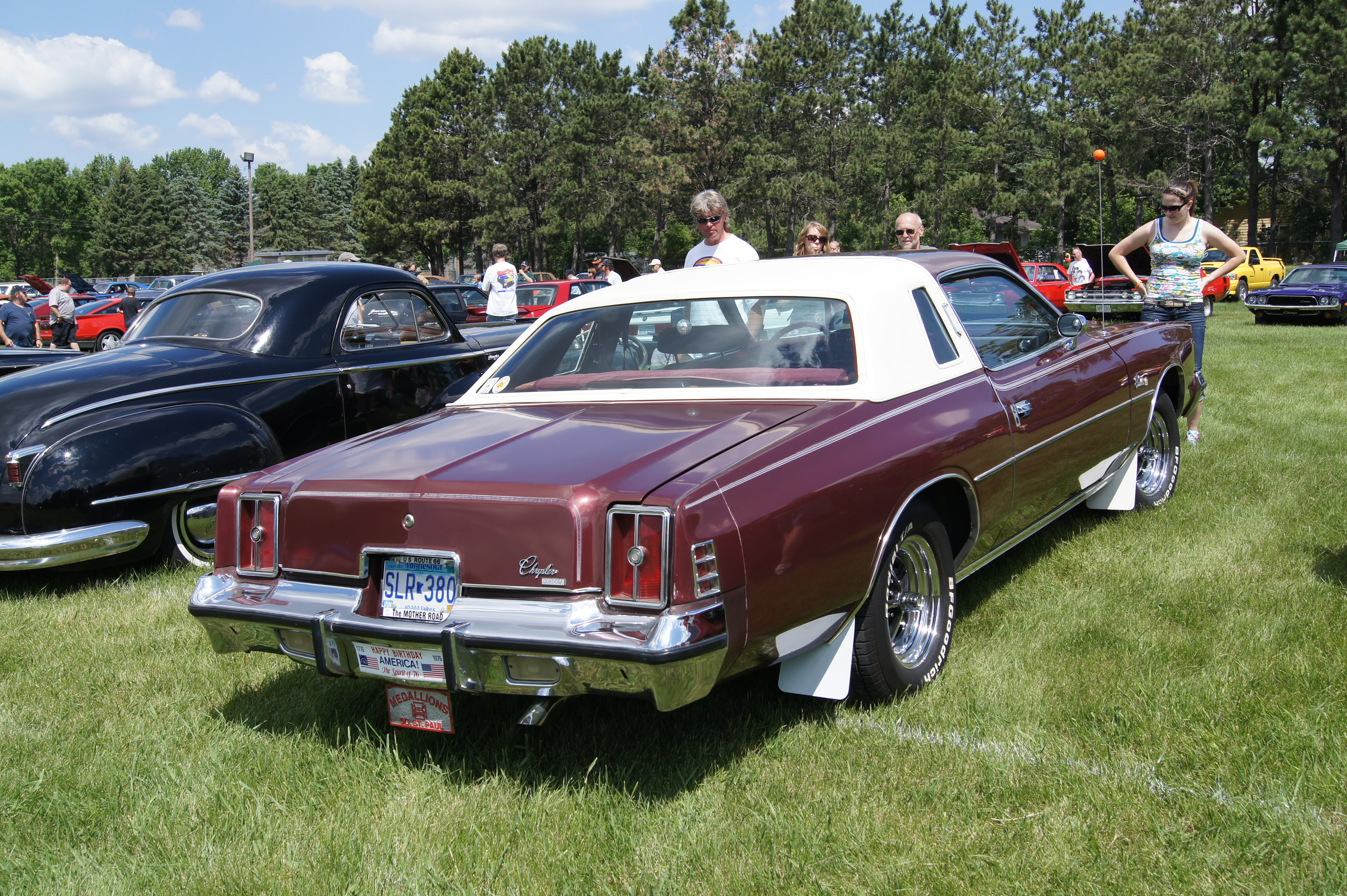
Chrysler Cordoba I – tył

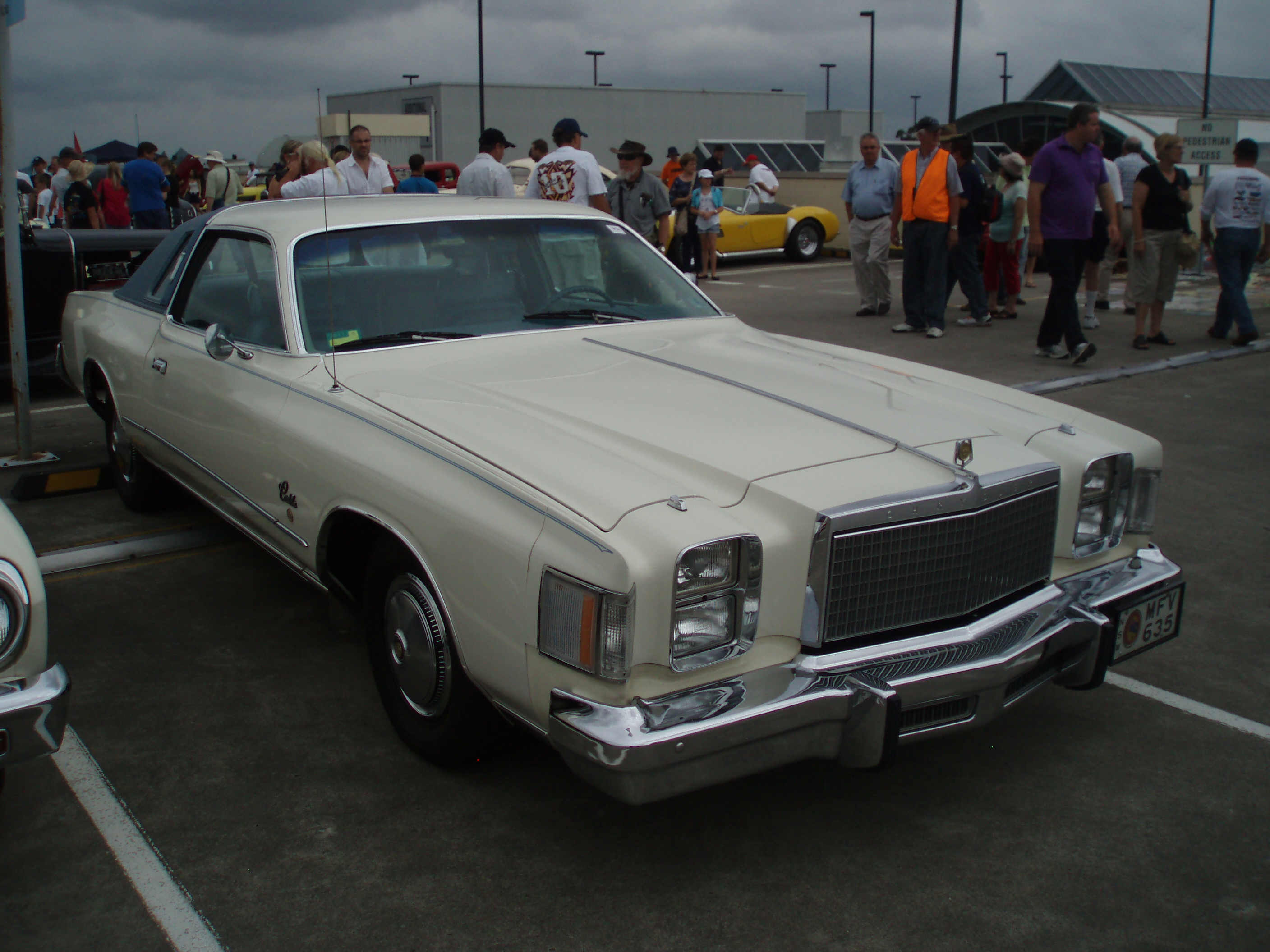
Chrysler Cordoba I po liftingu

Chrysler Cordoba I został zaprezentowany po raz pierwszy w 1974 roku.
Pod koniec 1974 roku Chrysler zaprezentował nowe, duże luksusowe coupe Cordoba, które zastąpiło w ofercie dotychczasową serię modelową 300. Samochód opracowano na platformie B-body, o którą oparto skonstruowane wówczas liczne, inne duże samochody Dodge’a, a także model Plymouth Fury. Chrysler Cordoba I został utrzymany w awangardowej stylistyce, zyskując nietypowe reflektory z większymi zewnętrznymi soczewkami. Charakterystycznymi elementami było też dwukolorowe malowanie nadwozia, nieregularny kształt chromowanych zderzaków oraz długa maska.

### Lifting
W 1978 roku Chrysler przedstawił gruntownie zmodernizowaną Cordobę I. W ramach restylizacji samochód zyskał nowy wygląd pasa przedniego, na czele z nowym kształtem reflektorów. Podwójne reflektory zastąpiono pojedynczymi kloszami.

### Silniki
- V8 5.2 l LA
- V8 5.9 l LA
- V8 6.6 l B

## Druga generacja

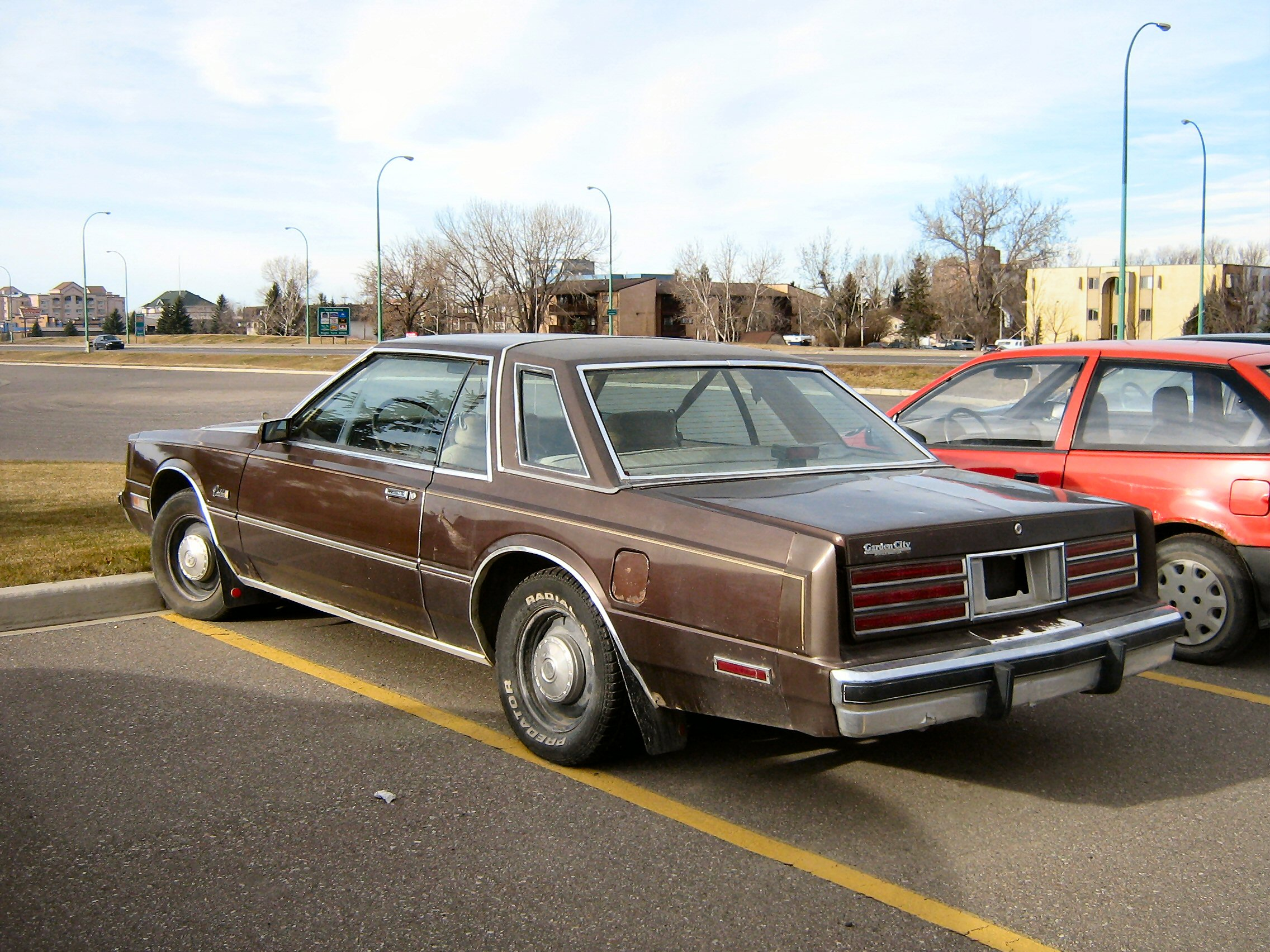
Chrysler Cordoba II – tył

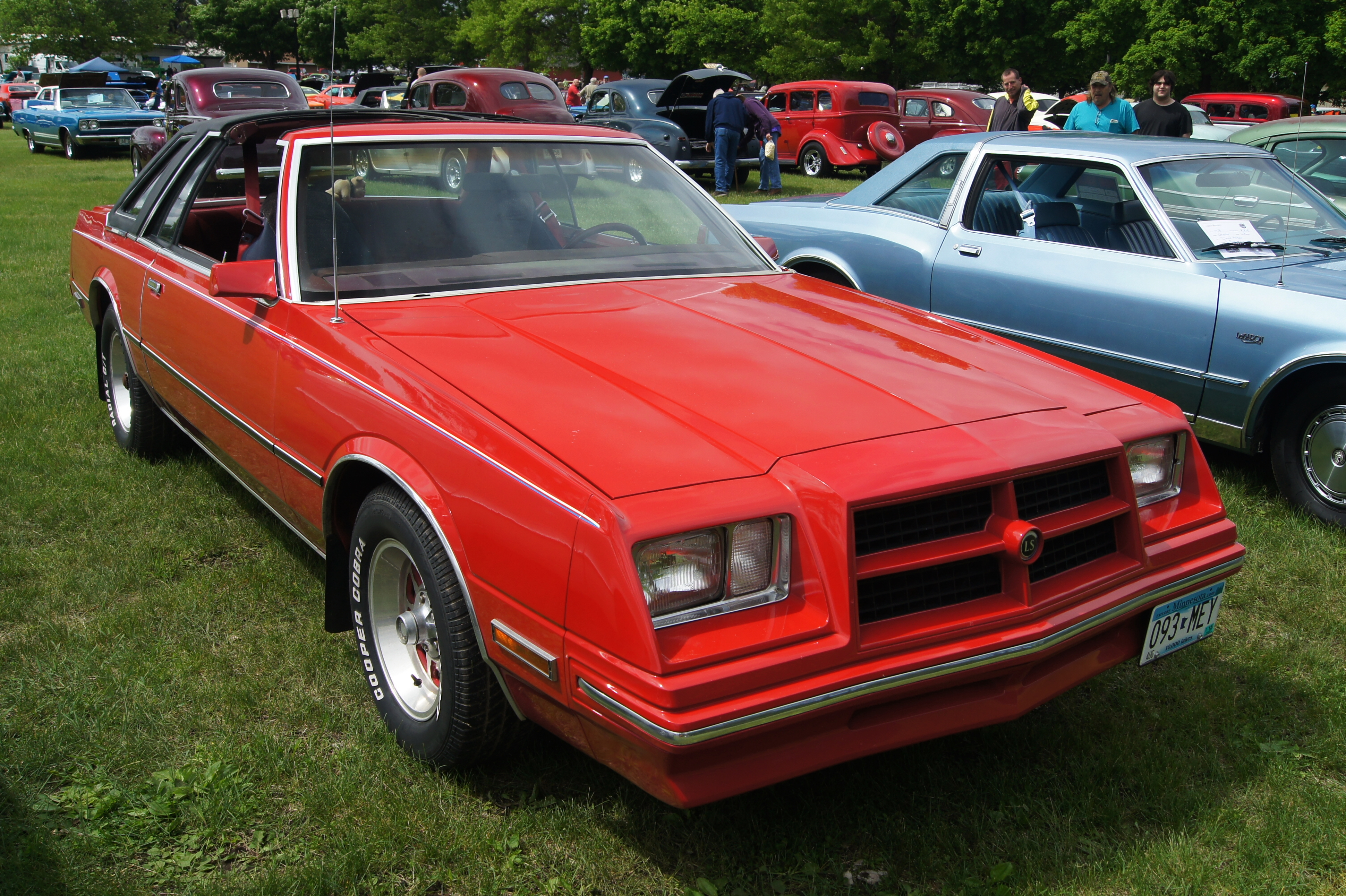
Chrysler Cordoba II LS

Chrysler Cordoba II został zaprezentowany po raz pierwszy w 1979 roku.
W 1979 roku Chrysler zaprezentował zupełnie nową, drugą generację modelu Cordoba. Samochód opracowano na nowo powstałej platformie J-body, na której opracowano także bliźniaczy model Dodge Mirada. W stosunku do poprzednika Cordoba II była krótsza i nieznacznie mniejsza w innych wymiarach. Samochód zyskał też mniej awangardowy wygląd, przy zachowaniu schematu kanciastych proporcji. Powiększony został bagażnik, z 460 l do 475 l. W standardzie montowane było wspomaganie kierownicy i hamulców, za dopłatą dostępne były: klimatyzacja, tempomat oraz elektryczne sterowanie szybami i fotelami.
W 1980 roku ofertę uzupełniła sportowa odmiana Cordoba LS, która wyróżniała się czerwonym lakierem, innym wyglądem pasa przedniego i elementami ozdobnymi w kolorze nadwozia.
Wyprodukowano 95 068 egzemplarzy drugiej generacji Cordoby.

### Silniki
- L6 3.7 l Slant Six, 90 KM
- V8 5.2 l LA, 120 KM
- V8 5.9 l, 185 KM[5]